# Фафалис, Лефтерис
Лефтерис Фафалис (греч. Λευτέρης Φάφαλης, род. 17 февраля 1976, Мюнхен) — греческий лыжник.
Четыре раза участвовал в Олимпийских играх: 1998 (Нагано), 2002 (Солт-Лейк-Сити), 2006 (Турин) и 2010 (Ванкувер).
В 2006 году на Олимпиаде в Турине Лефтерис Фафалис был знаменосцем национальной олимпийской сборной Греции и, по традиции, открыл парад стран.
Фафалис женат на олимпийской чемпионке 2002 года в Солт-Лейк-Сити, лыжнице Виоле Бауэр.